# Leptolaimus septempapillatus
Leptolaimus septempapillatus is een rondwormensoort uit de familie van de Leptolaimidae. De wetenschappelijke naam van de soort is voor het eerst geldig gepubliceerd in 1973 door Platt.